# Kamui-den
 (mars 2025).
Le contenu est difficilement compréhensible vu les erreurs de traduction, qui sont peut-être dues à l'utilisation d'un logiciel de traduction automatique.
Kamui-den ( japonais :カムイ伝) est une série de mangas japonais de Sanpei Shirato qui a été publiée de 1964 à 1971. Le spin-off Ninpu Kamui Gaiden, également publié sous forme de manga, a été adapté en série animée et en film live-action et est également connu sous le nom de Legend of Kamui ou Search af the Ninja.

## Intrigue
Destins croisés de trois jeunes garçons de la période Edo.
Kamui, enfant de paria engagé dans la voie des ninjas (Shinobi) qui a décidé de quitter le clan Iga : au cours de son apprentissage, il s'est en effet rendu compte que même si lui avait des normes morales élevées, les autres ninjas suivaient les intérêts des puissants aux dépens du peuple et des notions de justice . Depuis lors, devenu un nukenin, un ninja déserteur considéré comme traître, il est traqué par les membres de son clan qui veulent donc le tuer selon la règle. Il parcourt le Japon pour leur échapper, utilisant son intelligence et ses compétences pour survivre.
Shôsuke est issu d'une famille de serviteurs et veut devenir agriculteur : il développe une action importante pour sortir l'agriculture du carcan imposé par le système féodal et une prise de conscience sociale importante pour que tous luttent ensemble et solidaires contre les aléas de la vie, niant les barrières entre castes et se mettant dans la ligne de mire des institutions.
Quant à Ryûnoshin, fils de guerrier, il souhaite venger sa famille qui a été assassinée par un daimyo.
Shôsuke provoquera une révolte et sera le seul épargné, Ryûnoshin deviendra rônin, samouraï sans maître. Tous se heurtent au système féodal mis en place pour verrouiller la population. On voit s'esquisser le système qui permettra aux commerçants de prendre le pouvoir tout en maintenant le peuple dans un asservissement sous une autre forme, en faisant une oeuvre relativement pessimiste

## publication
Le manga a été publié de 1964 à 1971 dans le magazine Garo à Seirindo. Peu de temps auparavant, le magazine avait été cofondé par Sanpei Shirato pour la publication de mangas alternatifs. Afin de soutenir le projet de magazine qu'il a cofondé, l'artiste a travaillé sans rémunération et a payé ses assistants de sa poche. L'éditeur a également publié les chapitres rassemblés en 21 volumes.
Un spin-off du manga est apparu sous le nom de Ninpu Kamui Gaiden en mai 1965 dans le magazine Shōnen Sunday at Shogakukan. La série a été achevée en janvier 1967 et rassemblée dans deux volumes. La publication a continué dans Big Comic à partir de février 1982 et s'est terminé en mars 1987. La suite a également été publiée en 20 volumes.
En 1995, les deux premiers volumes de Kamui Gaiden ont été publiés en traduction allemande par Carlsen Verlag sous le titre Kamui . Dès 1987, deux volumes ont été publiés par Eclipse Comics aux États-Unis sous le titre Legend of Kamui, ainsi que des chapitres individuels supplémentaires dans un livret que Viz Media publiait toutes les deux semaines et qui contenait d'autres séries de mangas. Editora Abril a publié une traduction portugaise au Brésil. Kana l'a publié en France sous le nom Kamui den. La commercialisation y est terminée.

## adaptations d'anime
Une adaptation en série animée a été produite par TJC (devenu Eiken ). Le film a été réalisé par Yonehiko Watanabe et le scénario a été écrit par Junji Tashiro . Les personnages ont été créés par Shūichi Seki et sous la direction artistique par Toshihiro Ōsumi. Au total, ce sont 26 épisodes, chacun d'une durée de 25 minutes  qui ont été diffusés par Fuji TV à partir du 6 avril 1969. Le dernier épisode a été diffusé le 28 septembre 1969. Une version espagnole a été diffusée en Espagne et en Amérique latine, et une version italienne a été diffusée à la télévision italienne.
Le 20 mars 1971, un film basé sur la série est sorti dans les cinémas japonais. Kamui Gaiden: Tsukihigai no Maki (カムイ外伝 月日貝の巻) qui est une compilation de plusieurs épisodes de la série télévisée.

### synchronisation
| rôle   | Acteurs de doublage japonais ( Seiyū ) |
| ------ | -------------------------------------- |
| Kamui  | Koji Nakata                            |
| Fudou  | Iemasa Kayumi                          |
| Sone   | Mikio Terashima                        |
| Ryuta  | Katsue Miwa                            |
| Hogyo  | Joji Yanami                            |
| Ryû    | Kazuya Tatekabe                        |
| Shiro  | Kei Tomiyama                           |
| Hanbee | Akira Kamiya                           |

### Musique
La musique de la série a été composée par Ryōichi Mizutani . La chanson Shinobi no Theme (忍びのテーマ) de Tatsuya Jo a été utilisée dans une version instrumentale pour le générique d'ouverture. Le générique de fin présentait la même chanson, mais avec le chant d'Hiroshi Mizuhara. Le morceau "Shiroi Tsubame" (白いつばめ) de Duke Aces est aussi entendu au long des épisodes.

## film d'action en direct
En 2009, un film live-action basé sur le manga est sorti dans les cinémas japonais. Il est basé sur la deuxième série, apparue à partir de 1965. La production a été dirigée par Yōichi Sai, qui a également écrit le scénario avec Kankuro Kudo. Le film a été présenté en avant-première le 19 septembre 2009. Des publications en chinois, en anglais et en portugais ont suivi.

## réception
Ce manga est l'une des séries les plus influentes des années 1960, façonnant les récits historiques et le mouvement Gekiga de la bande dessinée alternative. Hayao Miyazaki le cite comme l'un de ses mangas préférés, qui l'a influencé pour des films tels que Princesse Mononoke. Lors des vagues de protestations au Japon dans les années 1960, Kamui den a été repris et est devenu une figure symbolique pour les étudiants engagés. Outre les étudiants, des intellectuels ont également été impressionnés par la série. Ensemble ils ont contribué au succès commercial de la série et de son magazine Garo . Ce manga est ainsi devenu une référence et une base de reflexion importante dans les luttes et le développement de la conscience sociale comme on va le voir.
Paul Gravett décrit le manga comme un « roman d’apprentissage sur un jeune ninja dans le Japon féodal du XVIIe siècle, historiquement méticuleusement documenté jusqu’au moindre détail », qui « avec une intention socialement critique montre également le côté sombre de la période Edo, la vie quotidienne des dépossédés et des opprimés ». La lutte des classes est le motif central de la série, le protagoniste est l'incarnation d'un héros indomptable du peuple. Ryan Holmberg qualifie le manga d'« épopée historique de gauche » qui raconte la vie quotidienne des gens ordinaires et des étrangers et leur lutte contre les autorités, tout en fournissant de nombreux détails très instructifs sur la vie quotidienne au Japon à cette époque.
Ceci peut être tempéré par le fait qu'il présente aussi une lutte pour la reconnaissance de l'individu face à la raison d'état, les interêts supérieurs, du shogunat, mais aussi du han, et parfois même du village.
Le verrouillage du système par le shogunat avec l'organisation en castes étanches se verrouillant les unes les autres est particulièrement impressionnant, rejoignant le travail fait par Kazuo Koike et  Goseki Kojima. dans Lone Wolf and Cub (子連れ狼).
Jason Thompson écrit à propos de la suite parue dans les années 1980, qu'elle était dessinée dans un style plus fluide que la série originale et avait une mise en page conservatrice. Il note les arrière-plans détaillés et les scènes d’action à la réalisation maîtrisée.

## Liens
- Article sur Kamui Gaiden dans le Guide du Manga Incomplet
- Entrée pour l'anime sur anisearch.de
- Manga Kamui Gaiden et Anime sur Anime News Network (français)

## références
1. 1 2  Rousmaniere, Nicole Coolidge, Matsuba, Ryoko, Manga: the Citi exhibition, Londres, British Museum (ISBN 978-0-500-48049-6)
2. ↑  Frederik L. Schodt, Dreamland Japan – Writings on Modern Manga, Berkeley 2011,, Stone Bridge Press, 2011 (ISBN 978-1-933330-95-2)